# Franz von Zedtwitz

Franz Graf von Zedtwitz (1941)

Franz Xaver Graf von Zedtwitz (* 12. März 1906 in Wien; † 22. Juni 1942 bei Sewastopol) war ein deutscher Zoologe und Schriftsteller.

## Leben
Franz Zedtwitz war der Sohn von Oberst Graf Franz Joseph von Zedtwitz und dessen Ehefrau Gertrud Freiin von Suttner und Cousin von Bertha von Suttner.
Er entstammte dem alten deutschen Adelsgeschlecht derer von Zedtwitz, das erstmals 1235 urkundlich erwähnt wurde und sowohl dem deutschen als auch dem böhmischen Adel angehörte.
Franz Zedtwitz war von 1915 bis 1920 Schüler des Jesuitengymnasiums Stella Matutina in Feldkirch. 1929 bis 1921 wechselte er auf die Gymnasien Benediktinerstift in Kremsmünster (Oberöst.) u. Asch (Tschechien) wo er mit Matura abschloss. Danach studierte er Naturwissenschaften in Prag, Wien und Kiel. Er absolvierte ein Studium der Zoologie und promovierte 1929 an der Universität Berlin mit einer Arbeit über Langschwanz- und Wühlmäuse mit Titel: «Vergleichend messende Unterschiede an Muriden und Arvicoliden» zum Doktor. Er war während des Studiums wissenschaftlicher Assistent am Zoo in Berlin. 1932 gab er die Stelle auf um hauptberuflich Schriftsteller und Zoologe zu werden.
Er heiratete die in St. Petersburg am 28. Februar 1908 geborene Ilse Woit, Tochter eines russischen Staatsrats; das Ehepaar hatte drei Kinder. Zedtwitz lebte als Schriftsteller auf dem Familienschloss Krugsreuth in Krugsreuth bei Asch im Sudetenland.
Neben zoologischen Werken verfasste Franz Zedtwitz erzählende Tier- und Jagdbücher.
Sein jagdschriftstellerischen Werke erinnern stark an den Stil von Friedrich von Gagern. Sehr naturnahe gewaltige Schilderungen, in denen es primär nicht um Jagd, sondern das gesamte Naturerleben geht. Hervorzuheben sind in diesem Zusammenhang die Werke „Erzgebirgsjäger“ und „Mein grünes Jahr“. Seine Tierschilderungen haben ähnlichen Stil wie Hermann Löns und sind zeitgemäß auch aus Sicht der Tiere geschrieben.
Alle seine Werke sind von der Achtung vor jeder Kreatur geprägt. Jede seiner Schilderungen drückt dies aus. Von der Beschreibung des Lebens der Eintagsfliege bis hin zum Rothirsch.
Seinen größten Erfolg erzielte er mit dem 1940 erschienenen Roman Feldmünster, in dem der dezidierte Jesuitengegner Zedtwitz seine Schulzeit in Feldkirch und dem Kremsmünster verarbeitete. Der Romantitel Feldmünster setzt sich aus diesen beiden Namen zusammen. Das Buch erschien im von der SS betriebenen Nordland-Verlag, erlebte bis 1943 mehrere Nachauflagen und galt in nationalsozialistischen Kreisen als Pflichtlektüre im Kampf gegen den Jesuitenorden. Eine Intention des Verfassers zur Unterstützung dieser Ideologie geht allerdings aus dem Romantext nicht hervor – hier liegt ein klassischer Entwicklungsroman vor.
Einen weiteren großen Erfolg erzielte er mit seiner Erzählung an der Rehwiese, die 1941 anlässlich eines Besuchs des großdeutschen Dichtertreffens in Weimar mit dem Hilf-Mit!-Preis des NS-Lehrerbunds (NSLB) ausgezeichnet wurde. Sein erfolgreichstes Werk, das zwischen 1937 und 1943 fünf Mal aufgelegt wurde, war Die deutsche Tierwelt. 1943 wurde ihm postum durch den NSLB für die Werke Der Pelzjäger und Die rote Sippe der Hans-Schemm-Preis für das deutsche Jugendschrifttum verliehen.
Franz Zedtwitz, der als Kriegsberichterstatter in die Wehrmacht eingezogen wurde, kam 1942 bei Kämpfen an der Ostfront bei Sewastopol ums Leben.

## Werke
- Vergleichend-messende Untersuchungen an Muriden und Arvicoliden, Jena 1929
- Erzgebirgsjäger, Neudamm 1930
- Quer durch die Tierwelt, Berlin 1932
- Vogelkinder der Waikariffe, Berlin 1933
- Schwingen über Feld und Flur, Berlin 1935
- Wunderbare kleine Welt, Berlin 1935
- Bergwild, Berlin 1936
- Tiergeschichten, Berlin 1936
- Die deutsche Tierwelt, Berlin 1937
- Die Gemse, Leipzig 1937
- Tiere der Heimat, Asch 1937
- Zaubervoller Balkan, Berlin 1937
- Aquarium, Terrarium und Vogelbauer, Berlin 1938
- Erlebte Natur, Berlin 1938
- Im Banne der Pole, Berlin 1938
- Gams in ihrer Bergheimat, Berlin-Lichterfelde 1939
- Kamerad Tier, Berlin 1939 (zusammen mit Curt Strohmeyer)
- Der Pelzjäger, Stuttgart 1939
- Der Untergang des Sonnenreiches, Verlag Buchmeister, Berlin 1939
- Feldmünster. Roman aus einem Jesuiteninternat, Berlin 1940. Neuausgabe Berlin 2019. pdf ISBN 978-3-945980-36-1
- Die rote Sippe, Stuttgart 1940
- Charakterbilder aus der deutschen Tierwelt, Stuttgart 1941
- Mein grünes Jahr, Berlin 1941
- Der wilde Jäger, Berlin 1944
- Der graue Nachtschreck, Stuttgart 1951
- Der Teufelsbock, Stuttgart 1954